# Időközönkénti ismétlés

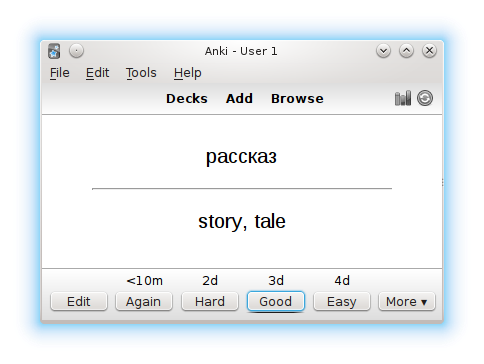
Anki, egy az időközönkénti ismétlést segítő számítógépes szoftver

Az időközönkénti ismétlés, más néven időzített ismétlés, időszakos ismétlés vagy szakaszos ismétlés (angolul: spaced repetition) egy tanulási technika, melynek során a korábban megtanult anyagot egyre hosszabb időközönként idézi fel a tanuló. A módszer az időközönkénti ismétlési hatáson és a felejtési görbén alapul.
A technika elsődleges célja az, hogy a megtanult anyagot a lehető legritkábban idézzük fel, épp azelőtt, amikor ismétlés nélkül elfelejtenénk. Az ismétlések csökkentésének köszönhetően a tanulásra szánt időt sokkal hatékonyabban lehet kihasználni.

## Kutatás és alkalmazások
Az időközönkénti ismétlés tanulásbeli felhasználásáról először C. A. Mace 1932-es, Psychology of Study című könyvében írt. 1939-ben Spizer kipróbált egy időközönkénti ismétlésre alapuló módszert az iowai iskolák hatodik évfolyamának természettudományi oktatása során. Lenyűgöző módon a kísérletben részt vevő 3600 tanuló vizsgaeredményei egyértelműen bizonyították a módszer hatékonyságát. E korai munka nem keltett különösebb feltűnést, és a tudományág az 1960-as évekig aránylag csendesen haladt előre. Ekkor a kognitív pszichológusok egy csoportja, különösen Landuaer & Bjork és Melton kutatni kezdte a mesterségesen meghatározott ismétlési gyakoriságot mint a tanulási hatékonyság javításának módszerét. Ugyanebben az időszakban a Pimsleur-féle nyelvi kurzus úttörő jelleggel bevezette az időközönkénti ismétlést mint nyelvtanulási módszert, majd 1973-ban Sebastian Leitner kifejlesztette a Leitner-módszert, egy időközönkénti ismétlésen alapuló, tanulókártyákra épülő általános nyelvtanulási technikát.
Ebben az időben az időközönkénti ismétlést elsősorban tanulókártyák útján valósították meg. A korabeli módszerek meglehetősen nehézkesek voltak, mivel egy jelentősebb kísérlethez kártyák ezreire volt szükség. Az 1980-as években, a személyi számítógépek elterjedésével megjelentek a számítógépekkel segített nyelvtanulási rendszerek, melyek egyre inkább magukba foglalták az időközönkénti ismétlés módszertanát is. Ezen szoftverek célja az, hogy az előhívási időközöket a tanuló egyéni teljesítményéhez igazítsák. Annak érdekében, hogy a felhasználó elérje az elé kitűzött célt (mint például hogy az anyag 90%-ára helyesen emlékezzen egy adott pillanatban), a szoftver dinamikusan változtatja az egyes ismétlések között eltelő időt: a nehezebb kártyákat a szoftver gyakrabban mutatja meg, a könnyebbeket pedig ritkábban. Nehéznek az minősül, amire a tanuló nem vagy csak nehezen tud emlékezni, míg könnyűnek az, amit könnyedén teljesít.
Az ismétlési időközök meghatározására többféle algoritmus létezik:
- neurális hálózat alapúak;
- Sebastian Leitner rendszerén alapuló, 5 (vagy egyéb számú) lépcsőfokot alkalmazók;
- az SM (SuperMemo) algoritmus családra épülők, az SM-0-tól kezdve, ami egy papíralapú technika, az SM-11-ig, ami a SuperMemo 2006 szoftverben debütált.

Egyes elméletek szerint az időközök pontos hosszának nincs jelentős hatása az algoritmus hatékonyságára, mások szerint viszont az intervallumok meghatározása (például állandó vagy fokozatosan növekvő) fontos szereppel bír. A kísérleti eredmények jelentős eltéréseket mutatnak.

## Pimsleur fokozatos időközű előhívási módszere
A fokozatos időközű előhívás egy Paul Pimsleur által 1967-ben kifejlesztett időközönkénti ismétlési módszer. A Pimsleur-féle nyelvtanulási módszertan részét képezi, és főleg a programozott hangalapú oktatásbeli alkalmazásra alkalmas, mivel a kezdeti ismétlések nagyon rövid időközönként (másodpercek vagy percek után) történnek. Az egyéb időközönkénti ismétlési módszerek jellemzően sokkal kevésbé pontos időzítést igényelnek.
A cikkben publikált időközök: 5 másodperc, 25 másodperc, 2 perc, 10 perc, 1 óra, 5 óra, 1 nap, 5 nap, 25 nap, 4 hónap, 2 év.
A Pimsleur-féle nyelvtanulási programot stopperrel analizálva kiderül, hogy az időközöket nem tökéletes pontossággal tartja be, hanem csak egy jól meghatározott intervallumon belül maradva. 
Hasonló módszertant (kötött, fokozatos időközök meghatározott tűréshatárral) még legalább egy nyílt forráskódú szoftver projektben (Gradint) is találhatunk, ahol a kizárólag hangalapú leckék időzítésére használják.

## Kiemelkedő kutatók
- Hermann Ebbinghaus
- Thomas K. Landauer and Robert A. Bjork
- Cecil Alec Mace

## Kiemelkedő gyakorlati szakemberek
- Paul Pimsleur
- Sebastian Leitner
- Piotr Woźniak

## Szoftver
A legtöbb program virtuális tanulókártyákra épül: a megtanulandó anyagot kérdés-válasz párok formájában kell felvinni a programba. Amikor elérkezik egy adott kártya ismétlésének időpontja, akkor a kérdés megjelenik a képernyőn, és a felhasználónak meg kell próbálnia visszaemlékezni a válaszra. Ha a felhasználó sikeresen visszaemlékezik, vagy éppen feladja, egy gomb megnyomására megjelenik a válasz is a képernyőn. Végül a felhasználónak ki kell választania, hogy sikerült-e helyesen válaszolnia, illetve hogy mennyire ment könnyen az emlék előhívása. Ennek a választásnak az alapján határozza meg az algoritmus, hogy legközelebb mikor jelenjen meg a kártya.
Számítógép használata nélkül a felhasználónak magának kell időzítenie a tanulókártyákat, és emiatt csak egyszerűbb algoritmusok jöhetnek szóba, mint például a Leitner-módszer.
A szoftverek használata további lehetőségek előtt is megnyitja a kaput:
- a kérdés/válasz hangállomány is lehet, így a kiejtett szavak felismerése is tanulható
- a kérdés vagy válasz automatikusan előállítható, például az idegen szó beírása után ennek kiejtését és jelentését a szoftver automatikusan beillesztheti a válaszmezőbe
- további kiegészítő információkat gyűjthet a szoftver, például példamondatokat az adott szó köré
- különleges formázású anyagok is beilleszthetők (pl. LaTeX formában)
- mindenhonnan hozzáférhető, web alapú rendszer alakítható ki
- kombinálni lehet az időközönkénti ismétlést egyéb társas funkciókkal, pl. másokkal megosztható kártyák formájában

Néhány megvalósítás:
- Anki
- Mnemosyne
- Smart.fm
- SuperMemo
- Winflash

Ezek mellett hasonló programok és internetes oldalak százai férhetők hozzá.

## Lásd  még
- Vizsgahatás

## További anyagok
- Caple, C. (1996). "The Effects of Spaced Practice and Spaced Review on Recall and Retention Using Computer Assisted Instruction". Dissertation for the degree of Doctor of Education, North Carolina State University.
- de Boer, V. (2003, August). "Optimal Learning and the Spacing Effect: Theory, Application and Experiments based on the Memory Chain Model". Artificial Intelligence Master's Thesis for Computational Psychology, University of Amsterdam.
- Dempster, F. N. (1988). "The Spacing Effect: A Case Study in the Failure to Apply the Results of Psychological Research". American Psychologist, 43(8), 627-634.
- Karpicke, J. D., & Roediger, H. L. (2007). "Expanding Retrieval Practice Promotes Short-Term Retention, but Equally Spaced Retrieval Enhances Long-Term Retention". Journal of Experimental Psychology: Learning, * Memory, and Cognition, 33(4), 704-719.
- Kerfoot, B. P., Baker, H. E., Koch, M. O., Connelly, D., Joseph, D. B., & Ritchey, M. L. (2007). "Randomized, Controlled Trial of Spaced Education to Urology Residents in the United States and Canada". The Journal of Urology, 177(4), 1481-1487.
- Pavlik, P. I. (2005). The Microeconomics of Learning: Optimizing Paired-Associate Memory. PhD, Carnegie Mellon.
- Pavlik, P. I., & Anderson, J. R. (2008). "Using a model to compute the optimal schedule of practice". Journal of Experimental Psychology: Applied, 14(2), 101-117.[halott link]